# Lanfranco Suardi
Lanfranco Suardi (Bergamo, XIII secolo – ...) è stato un politico italiano.

## Biografia
Appartenente alla nobile famiglia bergamasca dei Suardi, venne chiamato alla guida della Compagna Communis di Genova come capitano del popolo al termine della cosiddetta diarchia dei due Oberti, formata da due rappresentanti delle famiglie Doria e Spinola.
Considerato uomo alacre e coraggioso, fu stabilita per lui dimora in un palazzo acquistato dai Doria per divenire residenza dei capitani e podestà, che sarebbe divenuta il nucleo del futuro Palazzo Ducale di Genova.
È seppellito nella chiesetta di Santa Barbara nel parco della seicentesca villa Suardi.